# Noord-Brabant
Noord Brabant hay Bắc Brabant (tiếng Hà Lan: Noord-Brabant, phát âmⓘ) là một  tỉnh của Hà Lan, nằm ở phía nam quốc gia này, giáp các tỉnh Oost-Vlaanderen, Antwerpen và Limburg của Bỉ về phía nam, sông Meuse (Maas) ở phía bắc, Limburg ở phía đông và Zeeland về phía tây.

## Lịch sử
Cho đến thế kỷ 17, khu vực này phần lớn thuộc Đất công tước Brabant, trong đó khu vực phía nam là nước Bỉ ngày nay. Vào thế kỷ 14 và 15, khu vực này trải qua thời hoàng kim, đặc biệt là các thành phố Leuven (Louvain), Antwerp (cả hai hiện thuộc Bỉ), Breda và 's-Hertogenbosch.
Sau khi Liên minh Utrecht được ký kết năm 1579, Brabant đã trở thành một chiến trường giữa Cộng hòa Hà Lan Tin lành và Tây Ban Nha Công giáo chiếm đóng vùng phía nam của Hà Lan. Theo kết quả của Hòa ước Westphalia, khu vực phía bắc của Brabant đã trở thành lãnh thổ Hà Lan, là lãnh thổ của Staats-Brabant (bang Brabant) thuộc liên bang, khác với các tỉnh của Cộng hòa Hà Lan tự trị.
Các nỗ lực thuyết giáo Tin lành đã thất bại và khu vực này đã được dùng làm vùng đệm quân sự. Năm 1796, khi Hà Lan thành Cộng hòa Batavia, Staats-Brabant trở thành tỉnh với tên Bataafs Brabant. Tư cách này đã chấm dứt với việc người Pháp tổ chức lại khu vực này, chia nó thành nhiều tỉnh (departement).
Năm 1815, Bỉ và Hà Lan đã được thống nhất trong Vương quốc liên hiệp Hà Lan, tỉnh Noord Brabant đã được thành lập để phân biệt với Nam Brabant ở nước Bỉ ngày nay được tách ra từ vương quốc này năm 1830. Biên giới giữa Hà Lan và Bỉ đặc biệt ở chỗ nó không tạo thành đường tiếp giáp mà liên tục mà xen lồng vào nhau.
Cuối thế kỷ 19, tỉnh này đã được công nghiệp hóa nhanh chóng. Ngành dệt đã tập trung ở Tilburg và Helmond, còn thị xã Eindhoven đã trở thành thành phố lớn thứ 5 Hà Lan nhỏ các công ty Philips và Van Doorne's Automobiel Fabriek (DAF).

## Chính trị
Hội đồng tỉnh (Provinciale Staten) có 79 ghế và do Ủy viên Nữ hoàng đứng đầu, hiện là Hanja Maij-Weggen. Các thành viên hội đồng tỉnh do dân bầu ra còn Ủy viên Nữ hoàng thì do Nữ hoàng và Nội các Hà Lan bổ nhiệm. Với 28 ghế, đảng Dân chủ Thiên chúa giáo CDA là đảng phái chiếm nhiều ghế nhất trong hội đồng này.
Công việc hàng ngày được điều hành bởi Gedeputeerde Staten, một cơ quan cũng do Ủy viên Nữ hoàng đứng đầu.

## Các đô thị
Bắc Brabant hiện được chia ra thành 64 đô thị (municipality). Trước đây hầu như mỗi thị xã là một đô thị riêng biệt nhưng sau vào thập niên 1990, số lượng đô thị đã giảm xuống thông qua các đợt sáp nhập các đô thị nhỏ hơn vào các đô thị lớn hơn.

## Địa lý
Giống như phần lớn các khu vực khác của Hà Lan, Noord Brabant có địa hình phần lớn là bằng phẳng. Dù phần lớn dân số sống ở các khu vực thành thị, phần lớn lãnh thổ tỉnh này không có người ở dù phần lớn đất đai ở đây được canh tác. Tỉnh này giáo sông Meuse về phía bắc. Đồng bằng châu thổ sông này chảy qua khu vực Biesbosch, một vườn quốc gia.

## Kinh tế
Các ngành chính: nông nghiệp, công nghiệp và dịch vụ. Các nông sản chính gồm: lúa mì, củ cải đường. Các loại gia súc gồm: bò, lợn. Các sản phẩm công nghiệp gồm: sản xuất ô tô, điện tử (cả hai ngành này nằm ở Eindhoven), dệt, giày. Trong thế kỷ 20, ngành du lịch đã trở nên quan trọng trong cơ cấu kinh tế của Bắc Brabant. Một trong những điểm thu hút khách của tỉnh này là công viên giải trí Efteling ở Kaatsheuvel, công viên lớn nhất ở Benelux.